# Avenida Victor-Hugo
La avenida Victor-Hugo (en francés: avenue Victor-Hugo) es una avenida parisina situada en el norte del  Distrito 16 de la ciudad. Une la plaza Charles de Gaulle con la avenida Henri-Martin. Tiene una longitud cercana a los dos kilómetros y una anchura media de 36 metros. Entre sus habitantes se encuentran grandes fortunas y personajes de la élite económica y política de Francia. 

## Historia
Llamada inicialmente avenida de Eylau, y luego avenida de Saint-Cloud, adoptó su nombre actual el 26 de febrero de 1881, coincidiendo con el 80 cumpleaños del ilustre escritor francés. Curiosamente, unos años antes, durante la Comuna de París, un tramo del actual bulevar Haussmann ya había recibido el nombre del escritor.

## Lugares de interés
La avenida cruza una plaza, de mismo nombre, en la que se encuentra una estatua del escritor y una parada de metro de la línea 2 que también lleva el nombre de Victor Hugo.
En los números 122, 124 y 167 existen varios edificios construidos por el arquitecto Pierre Humbert. El que se encuentra en el número 124 sustituyó en 1907 el antiguo hotel Victor-Hugo. 